# 16192 Laird
16192 Laird è un asteroide della fascia principale. Scoperto nel 2000, presenta un'orbita caratterizzata da un semiasse maggiore pari a 2,3083244 UA e da un'eccentricità di 0,2308813, inclinata di 2,45411° rispetto all'eclittica.
L'asteroide è dedicato alla fisica canadese Elizabeth Rebecca Laird.